# Jan Nepomucen Dziewanowski

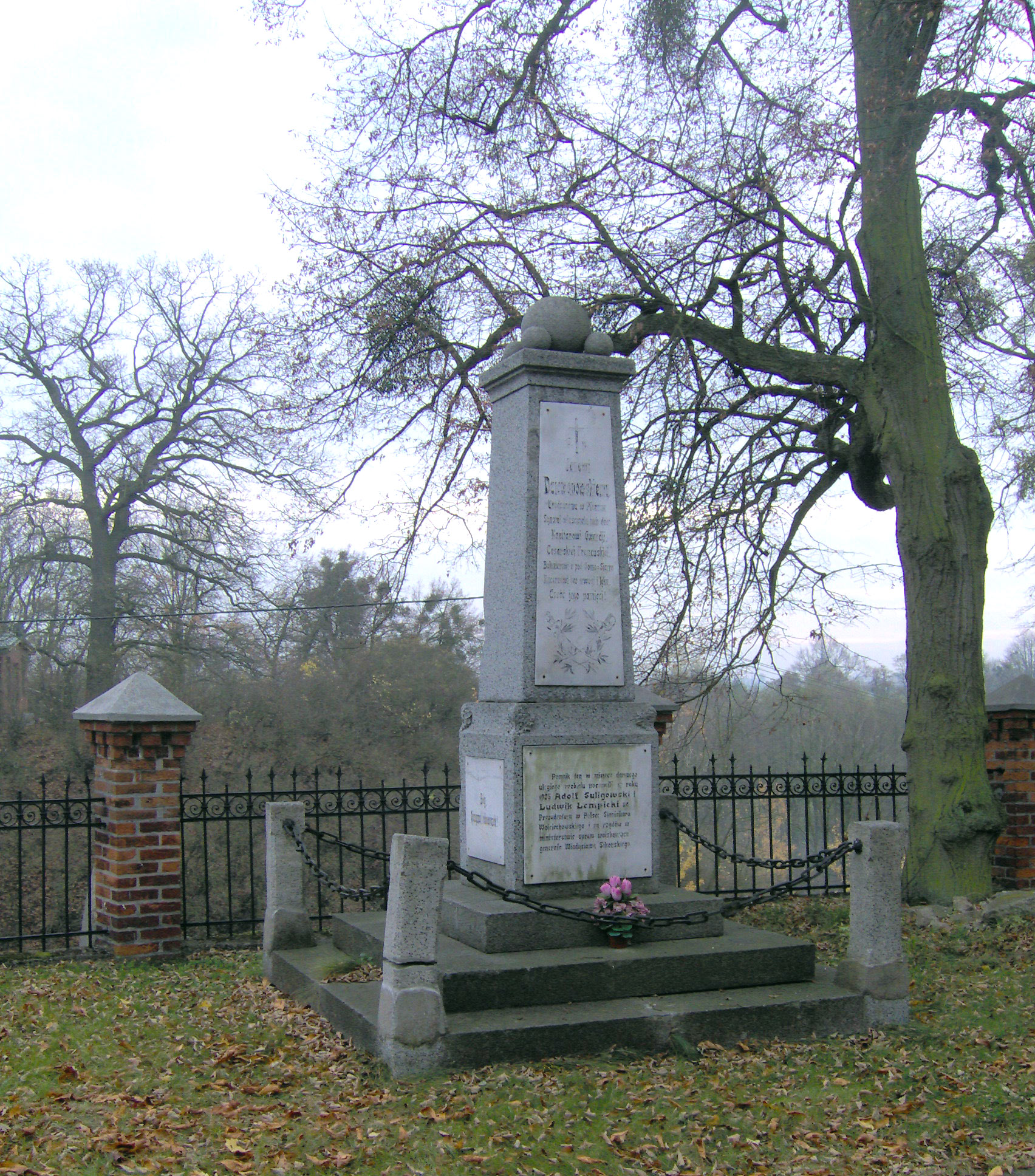
Obelisk upamiętniający Jana Dziewanowskiego w Płonnem

Jan Nepomucen Dziewanowski (ur. 1782 w Płonnem, zm. 5 grudnia 1808 w Madrycie) – polski wojskowy, rotmistrz 1 Pułku Szwoleżerów-Lansjerów Gwardii Cesarskiej.
W 1806 roku przerwał naukę (prawdopodobnie w Liceum Warszawskim) i zaciągnął się do wojska dowodzonego przez Jana Henryka Dąbrowskiego. 5 czerwca 1807 wstąpił do tworzonego 1 Pułku Szwoleżerów-Lansjerów Gwardii Cesarskiej, w którym dowodził 3. kompanią. Początkowo stacjonował w Chantilly, a jesienią 1808 wyruszył do Hiszpanii.
W czasie bitwy pod Somosierrą po zdobyciu pierwszej baterii dział hiszpańskich objął dowództwo szarżujących szwoleżerów, zastępując rannego Jana Kozietulskiego (pod którym padł koń). Dowodząc atakiem na drugą i trzecią baterię, został ciężko ranny. Szarżę na czwartą, ostatnią baterię prowadził Andrzej Niegolewski.
Dziewanowski był jedynym Polakiem, którego nazwisko wymieniono w biuletynie armii napoleońskiej, dotyczącym zdobycia Somosierry. Zmarł w szpitalu w Madrycie kilka dni po bitwie.
Postać Dziewanowskiego występuje w powieści historycznej Wacława Gąsiorowskiego Huragan. 
Razem z gen. Dominikiem Dziewanowskim jest patronem Szkoły Podstawowej w Płonnem.